# Lågfartsväg
Lågfartsväg är en vägsträcka med rekommenderat sänkt hastighet för att göra det säkrare för omgivningen. Rekommendationen används främst för att skydda fotgängare och andra oskyddade trafikanter. Lågfartsvägar finns oftast i bostadsområden eller till exempel vid skolor. En lågfartsväg brukar vara försedd med någon form av farthinder eller fartgupp. En lågfartsväg skyltas med en blå skylt som anger 30 kilometer i timmen som syns på bilden.
Den blåskyltade hastigheten är inte tvingande,  tillåtna hastighet i själva verket bestäms av den senaste passerade runda gul/röda hastighetsskylten. Med det är ofta olämpligt att köra fortare eftersom farthinder och fartgupp skulle göra en färd med högre hastighet än 30 kilometer i timmen obehaglig.